# 卡利小銀漢魚
卡利小銀漢魚，為輻鰭魚綱銀漢魚目擬銀漢魚科的其中一種，分布於北美洲墨西哥淡水及半鹹水域，為熱帶魚類，體長可達16公分，棲息在底中層水域，生活習性不明。